# Масунов Леонід Іванович
Леонід Іванович Масунов (нар. 5 травня 1962) — український радянський легкоатлет, який спеціалізувався у бігу на середні дистанції, бронзовий призер чемпіонату Європи в приміщенні (1985), чемпіон СРСР (1987), рекордсмен України. Майстер спорту СРСР міжнародного класу (1984). Закінчив Одеський педагогічний інститут (1988). На змаганнях всередині СРСР представляв Збройні Сили. Тренувався у С. Ігнатова.
По завершенні спортивної кар'єри працював у Одесі тренером школи вищої спортивної майстерності (1990—1998). Від 1998 — викладач кафедри електронного урядування та інформаційних систем Одеського регіонального інституту державного управління Національної академії державного управління при Президентові України.
Починаючи з 2022, працює старшим тренером з видів витривалості у складі національної збірної України з легкої атлетики. 

## Основні міжнародні виступи
| Рік  | Змагання                      | Місто  | Місце | Дисципліна | Примітки |
| ---- | ----------------------------- | ------ | ----- | ---------- | -------- |
| 1985 | Чемпіонат Європи в приміщенні | Пірей  | 3     | 800 м      |          |
| 1985 | заб                           | 1500 м | DNF   |            |          |
| 1987 | Чемпіонат світу               | Рим    | 1пф8  | 1500 м     |          |